# خیرونگمووو
خیرونگمووو (به لهستانی:  Hieronimowo) یک روستا در لهستان است که در گمینا میخاوووو واقع شده‌است.